# Caffrowithius planicola
Caffrowithius planicola es una especie de arácnido  del orden Pseudoscorpionida de la familia Chernetidae.

## Distribución geográfica
Se encuentra en Kenia.